# ハマン

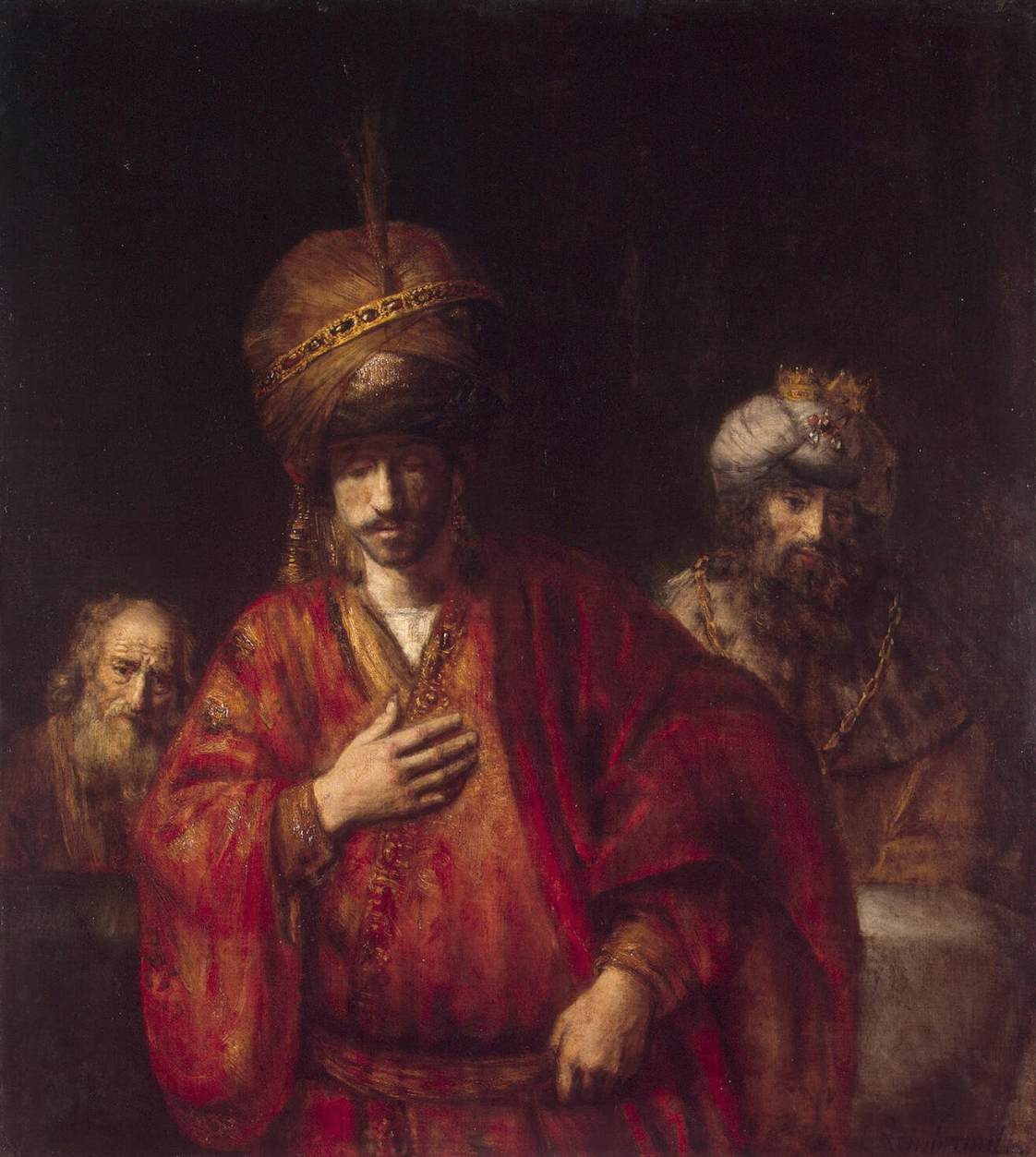
レンブラント・ファン・レインの1665年頃の絵画『運命を悟るハマン』。エルミタージュ美術館所蔵。

ハマン（Haman）は、『ヘブライ聖書』「エステル記」に登場する人物である。ペルシア王アハシュエロスの宰相であり、ユダヤ人の敵として描かれる。名前は「堂々とした」「立派な」の意味である。
ハメダタの子で、「アガグ人 Agagite」（「エステル記」3:1、10、8:3、5、9:24）。「サムエル記」上15章を参照すると、彼がキシュの子サウルの敵であった、アマレク人の王アガグの子孫であったことを思わせる。
キシュの家系に属する王妃エステルの養父であったモルデカイが、自分にひれ伏さないことに腹を立て、帝国内のユダヤ人を全員殺害するという勅書を送り、特にモルデカイのためには死刑執行の柱を用意した。
しかしエステルの介入によってこの計画は未遂に終り、彼は自ら用意した柱にかけられ、息子ら10人も殺された（「エステル記」7:10、9:10参照）。